# 일불소심애상니
《일불소심애상니》(一不小心愛上你)는 2011년에 방송되었던 중화인민공화국의 드라마이다.

## 소개
- 대한민국의 드라마인 '가을동화'를 리메이크한 작품

## 등장 인물
- 장한 - 진량 역
- 판즈린 - 친미리 역
- 데니스 오 - 쉬앙 역
- 장카이퉁 - 란칭칭 역
- 전가달 (田家達) - 란쉬애펑 역
- 옹홍 (Yvonne Yung) - 션야핑 역
- 도혜민 (陶慧敏) - 완홍시아 역